# Denis Pozder
Denis Pozder (Mostar, 11 december 1989) is een in Bosnië en Herzegovina geboren voetballer met de Duitse nationaliteit die als aanvaller speelt.

## Clubcarrière
Denis Pozder speelde in de jeugd bij Borussia Mönchengladbach voor hij de overstap naar MSV Duisburg maakte. Na daar alleen in het beloftenteam te hebben gespeeld vertrok hij naar FC Wegberg-Beeck en later naar Alemannia Aachen. Daar werkte hij samen met zijn huidige trainer René van Eck. Via kortstondige verblijven bij het Roemeense FC Vaslui, SSVg Velbert, Eintracht Trier en opnieuw FC Wegberg-Beeck werd hij in mei 2015 transfervrij opgepikt door FC Den Bosch. Hij maakte zijn debuut voor die club op 7 augustus 2015 in de wedstrijd tegen Fortuna Sittard. Zijn eerste officiële doelpunt voor FC Den Bosch maakte Pozder op 27 oktober 2015 in de bekerwedstrijd bij Almere City FC (0-3). Met een bekeken stiftje bracht hij zijn ploeg op 0-2. Zijn eerste competitiedoelpunt, meteen de winnende, volgde drie dagen later uit bij FC Dordrecht (1-2). In de zomer van 2016 sloot hij aan bij FK Željezničar Sarajevo maar verliet de club alweer per 1 september. Een maand later ging hij voor KFC Uerdingen 05 in de Oberliga Niederrhein spelen. In 2017 ging hij in Zwitserland voor FC Zug 94 spelen.

## Statistieken
| Seizoen                  | Club             | Land           | Competitie      | Competitie | Competitie | Beker | Beker | Totaal | Totaal |
| Seizoen                  | Club             | Land           | Competitie      | Wed.       | Dlp.       | Wed.  | Dlp.  | Wed.   | Dlp.   |
| ------------------------ | ---------------- | -------------- | --------------- | ---------- | ---------- | ----- | ----- | ------ | ------ |
| 2010/11                  | FC Wegberg-Beeck | Duitsland      | NRW-Liga        | 35         | 26         | 0     | 0     | 35     | 26     |
| 2011/12                  | Alemannia Aachen | Duitsland      | 2. Liga         | 0          | 0          | 0     | 0     | 0      | 0      |
| 2012/13                  | Alemannia Aachen | Duitsland      | 3. Liga         | 23         | 5          | 1     | 0     | 24     | 5      |
| 2013/14                  | FC Vaslui        | Roemenië       | Liga I          | 7          | 0          | 1     | 0     | 8      | 0      |
| 2013/14                  | SSVg Velbert     | Duitsland      | RL West         | 16         | 4          | 0     | 0     | 16     | 4      |
| 2014/15                  | Eintracht Trier  | Duitsland      | RL Südwest      | 10         | 0          | 1     | 0     | 11     | 0      |
| 2014/15                  | FC Wegberg-Beeck | Duitsland      | Mittelrheinliga | 10         | 12         | 0     | 0     | 10     | 12     |
| 2015/16                  | FC Den Bosch     | Nederland      | Eerste divisie  | 31         | 7          | 3     | 1     | 34     | 8      |
| Carrièretotaal           | Carrièretotaal   | Carrièretotaal | Carrièretotaal  | 132        | 54         | 6     | 1     | 138    | 55     |
| Bijgewerkt op 6 mei 2016 |                  |                |                 |            |            |       |       |        |        |